# Høder
Høder (også stavet Hoder eller Hother) er Odins søn i den nordiske mytologi. Han er blind og dræber Balder ved et uheld (narret af Loke) med en pil af misteltenen (se Balders død).